# Chiesa di San Mauro (Rivignano Teor)
La chiesa di San Mauro è la parrocchiale di Teor, frazione del comune sparso di Rivignano Teor, in provincia e arcidiocesi di Udine; fa parte della forania della Bassa Friulana.

## Storia
Probabilmente l'originaria cappella di Teor sorse nell'VIII secolo, vista l'intitolazione a san Mauro, che era molto venerato dai Franchi. Tuttavia, la presenza di una chiesa in paese, allora filiale della pieve di Palazzolo, è attestata certamente solo a partire dal XII secolo.
Nella seconda metà del Quattrocento le due chiese di Teor e di Rivignano s'affrancarono dalla matrice di Palazzolo dello Stella e divennero assieme un'unica nuova parrocchia; fu stabilito che i curati risiedessero alternativamente nei due paesi, uno a Teor e uno a Rivignano.
La nuova chiesa venne edificata nel 1718, per poi essere consacrata dal patriarca di Aquileia Dionisio Dolfin il 19 giugno 1727; nel 1850, dopo secoli di contrasti tra rivignanesi e teoresi per la residenza del curato, entrambi i comuni vennero eretti a parrocchie autonome.
Nel 2005 si procedette al restauro degli affreschi presente nell'interno.

## Descrizione

### Esterno
La facciata della chiesa, con gli angoli smussati, è intonacata e presenta al centro il portale d'ingresso, affiancato da due piedritti sorreggenti il timpano semicircolare spezzato caratterizzato da uno stemma, e sopra una finestra a lunetta; ai fianchi vi sino le due ali laterali, su cui s'aprono due finestre a tutto sesto. Annessi alla chiesa sono la sacrestia, la stanza ospitante le caldaie e alcuni altri locali.
Staccato invece dalla parrocchiale sorge il campanile a base quadrata, la cui cella presenta delle bifore su ogni lato ed è coronata dalla guglia sorretta dal tamburo di forma ottagonale.

### Interno
L'interno dell'edificio, costituito da un'unica navata, le cui pareti sono suddivise da una cornice marcapiano modanata in due registri, entrambi scanditi da lesene doriche; quello inferiore presenta due grandi archi a tutto sesto che introducono le cappelle laterali; al termine dell'aula si sviluppa il presbiterio, sopraelevato dinduengradini e chiuso dall'abside rettangolare.
Qui sono conservate diverse pregevoli opere, tra le quali l'altare maggiore in marmo di scuola goriziana, costruito nel XVIII secolo e impreziosito dal tabernacolo abbellito dalle statue raffiguranti Gesù Cristo e i santi Mauro e Floriano, un cero pasquale, risalente al 1924, e il fonte battesimale, realizzato nel 1580.